# Chapelle de Plaincourault
La chapelle de Plaincourault est une chapelle romane de la fin du XIIe siècle, faisant partie de l'ancienne commanderie de l'ordre de Saint-Jean de Jérusalem à Mérigny, dans l'Indre, en France.

## Histoire
Fondée entre 1110 et 1120 par les Hospitaliers de Saint-Jean-de-Jérusalem, qui construisent leur commanderie sur l'emplacement du château actuel (fermé au public.), elle est réservée aux membres de l'Ordre jusqu'au XIVe siècle, puis devient église paroissiale jusqu'à la fin du XVIIIe siècle. En 1632, les Hospitaliers abandonnent les lieux et la chapelle est transformée en grange. Ayant résisté aux guerres, la structure subit de gros dégâts pendant la Révolution française, sa belle flèche pyramidale de pierre octogonale est détruite, et abandonnée en 1793.
En tant que partie du complexe du château de Plaincourault, elle a été classée partiellement au titre des monuments historiques en 1944 par le ministère de la culture, mais ne fut restaurée qu'après son rachat par le parc naturel régional de la Brenne en 1994. Elle est ouverte au public pendant les journées du patrimoine.
La chapelle et ses fresques font partie de l'intrigue du roman "Le rituel de l'ombre" d'Éric Giacometti et Ravenne.

## Fresques duXIIIesiècle
La chapelle est célèbre pour son art romanesque unique, notamment ses fresques chrétiennes,. Les peintures murales, malgré leurs couleurs assez fraîches, ont été réalisées entre le XIIe et le XVe siècle. Après le XIIIe, on utilise, en plus de l'ocre, de l'oxyde de cobalt et de cuivre pour obtenir du bleu ou du vert. La fresque du jardin d'Éden est surprenante : unique représentation connue d'un arbre de la connaissance en forme de champignon géant.

### Fresque du Jardin d'Éden représentant un champignon

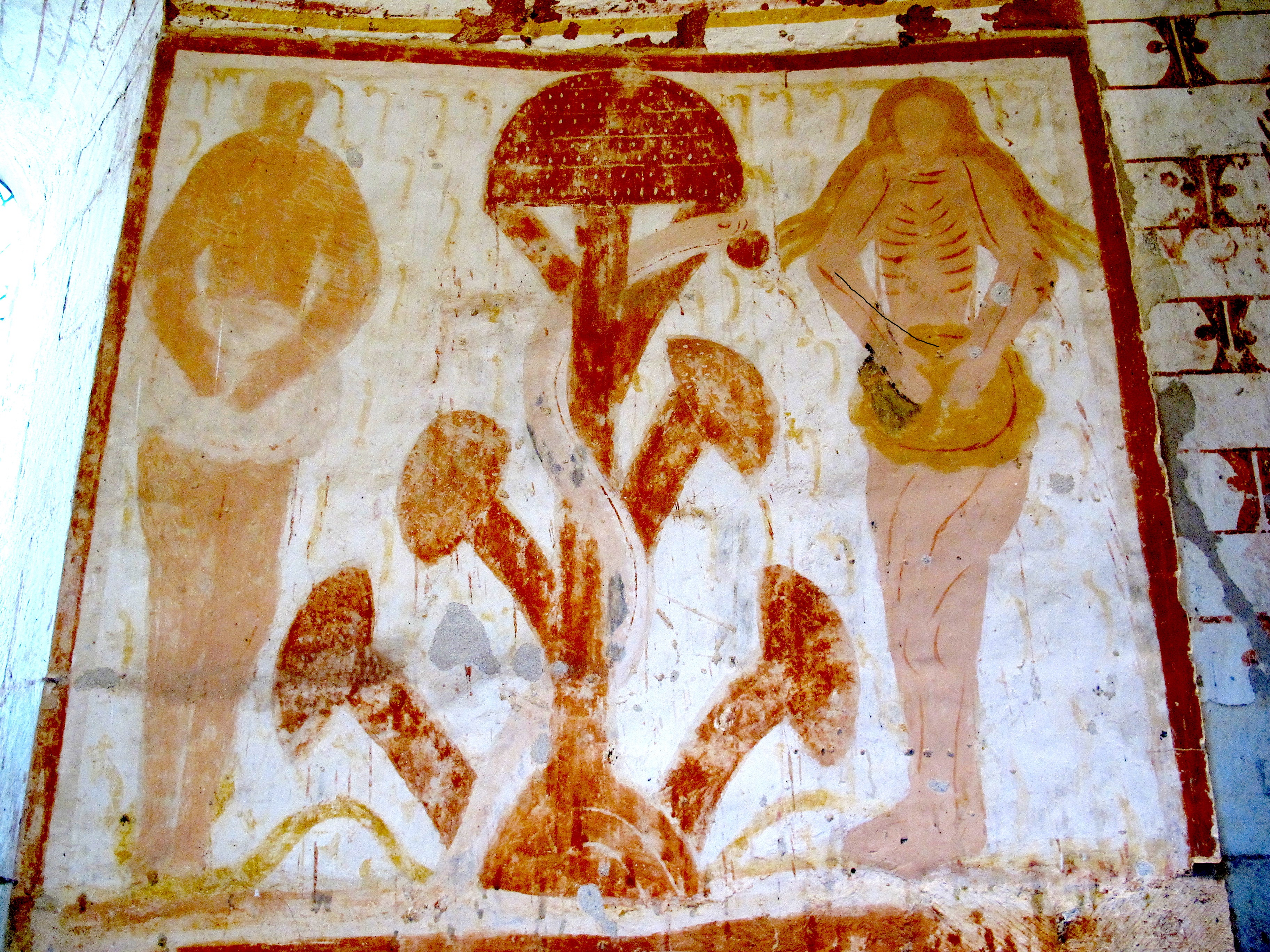
Fresque du Jardin d'Eden

À la séance du 6 octobre 1910, M. Guéguen a présenté à la Société mycologique de France, de la part d'Émile Boudier, la photographie d'une des fresques de Plaincourault représentant Ève à côté de l'Arbre du Bien et du Mal. Cet arbre est figuré sous la forme d'un champignon bizarre dans lequel on peut reconnaître l'Amanita muscaria.
Boudier écrit à son sujet : « Cette fresque datant de plus de 600 ans est encore assez bien conservée. [...] Elle représente la chute d'Ève, le traditionnel serpent offrant la pomme, enroulé sur l'arbre du bien et du mal. Or, et c'est là ce qui peut intéresser les mycologues, l'artiste qui l'a faite, ne pouvant sans doute trouver un arbre qui eût à la fois des fruits bons et mauvais, a imaginé de le faire en champignon et, son imagination aidant, il en a fait un arbre rameux sur lequel s'enroule le serpent. Ce champignon, malgré ses rameaux imaginaires, a dû avoir pour modèle une Amanite. Le chapeau est moucheté, le pied bulbeux et les branches qui soutiennent le chapeau principal non encore étalé, doivent leur présence à la vue de l'anneau non encore entièrement détaché. La couleur foncée du chapeau doit faire penser à l'Amanita muscaria que la photographie (monochrome) reproduirait ainsi si sur la peinture la couleur est rouge, ce qui est exact d'après une note postérieure reçue[...] À côté de l'arbre se tient Ève. La pauvre Ève a goûté le fruit défendu, cache sa nudité avec une feuille. Est-ce bien une feuille ou un chapeau de champignon? En tout cas,ce n'est pas une feuille de Figuier. La pose me paraît intéressante parce que l'artiste me semble avoir représenté Ève plutôt souffrant de coliques que honteuse, à la manière dont elle se tient le ventre à deux mains et serre les jambes. Il avait certainement connaissance de l'effet des champignons vénéneux, cet artiste, pour avoir pris pour modèle de son arbre de la science du bien et du mal un champignon. À cette époque, on n'en connaissait que deux sortes, les bons et les mauvais; de là l'idée de son arbre. »

#### Thèse d'Eric Gondart
À titre d’hypothèse, l'auteur de la thèse envisage trois réflexions :
1. L’utilisation de champignons était connue à des fins médicales, hédonistes ou transcendantales à cette époque et dans cette région.
2. La représentation des champignons compris comme arbre de la connaissance du bien et du mal, démontre leur capacité de révélation comparable à celle qui a fait chuter Adam... Sémantiquement nous nous rapprochons déjà de la différence entre « vision » et « hallucination ».
3. La fresque fut commandée pour rappeler aux individus le pouvoir « maléfique » et satanique de la consommation de substances  modificatrices  de  conscience. C’est ainsi que durant tout le Moyen-Âge, le rapport aux drogues devient un rapport de force mais aussi un rapport  moral. La  toute-puissance de la moralité religieuse renvoie l’utilisation des substances  modificatrices  de  conscience à l’immoralité et les différentes  personnes  qui  en  usent  sont  perçues comme des sorcières ou des individus à la recherche de pouvoirs ou connaissances sataniques[7].